# 佛陀跋陀罗

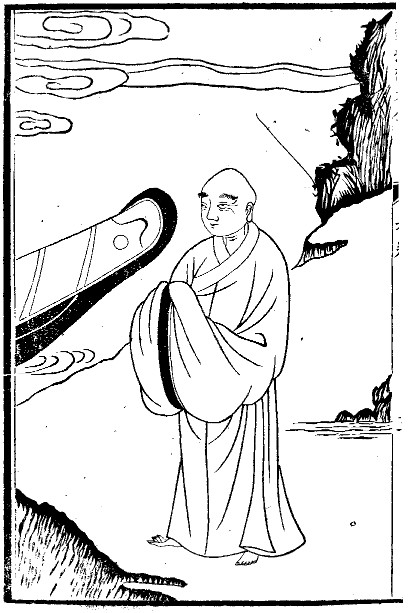
佛陀跋陀羅

佛陀跋陀罗（359年—429年），又称佛驮跋陀罗、佛度跋陀罗、觉贤，古印度迦毗罗卫国（今尼泊尔境内）人，為南北朝時期著名譯經師。

## 生平
佛陀跋陀罗为南北朝时期后秦时来汉地的印度僧人。族姓释迦，系释迦牟尼叔父甘露饭王的后裔。5岁丧父，17岁出家。记忆力超强，曾与僧迦达多游罽宾，与后秦僧人智严同从大禅师佛大先受禅法。后受智严邀请入汉地，于后秦弘始八年至长安。參學於鸠摩罗什後，攜弟子慧观40余人赴庐山訪學慧远，留居庐山年余，译《修行方便禪經》。东晋义熙八年（412年）赴荆州，其后又到建康（今江苏南京）住道场寺，与法显等译出《摩诃僧祇律》；同时译出《大般泥洹经》。后又创译《华严经》60卷。其所译经论共13部，125卷。所译《华严经》对中国佛学的发展影响甚大。佛驮跋陀罗于刘宋元嘉六年(429年)圆寂，年七十一岁。

## 禅法
佛陀跋陀羅谨守声闻乘上座部的修學傳統，修禅习定，聚徒数百人（包括智严、宝云、慧观等有名人物)，甘于淡泊，不喜繁华。佛陀跋陀羅的禅法是自上一脈相承，保持纯粹法要。
佛陀跋陀羅专精禅法，现存《禅经》介绍了佛大先的渐修一法。这就是从二甘露门方便、胜进两道各别的退、住、升進、決定四分开始，进而观界，修四无量，观蕴、处，以至畅明缘起，达到禅定成就。由“搜集经要，劝发大乘”而接近了大乘瑜伽系。佛陀跋陀羅的传译为稍后的大乘瑜伽学说东來漢土开了先河。

## 著作
佛陀跋陀罗先后翻译了法显携归的梵本经律《大般泥洹经》六卷，《摩诃僧祇律》四十卷，《僧祇比丘戒本》一卷，《僧祇比丘尼戒本》一卷，《雜藏經》一卷。於义熙十四年(418)受孟顗、褚叔度之启请，與沙门法业、慧严等一百余人，于三年中译出《大方广佛华严经》五十卷(后来改分六十卷，称为《六十華嚴》)。《出生无量门持经》一卷、《大方等如来藏经》一卷、《文殊師利發願經》一卷、《觀佛三昧海經》八卷。此外有缺本一种，《净六波罗蜜经》一卷。佛陀跋陀羅所译經典共计十二部，一百十三卷。